# Houdelmont
Houdelmont ist eine französische Gemeinde mit 350 Einwohnern (Stand: 1. Januar 2022) im Département Meurthe-et-Moselle in der Region Grand Est (vor 2016 Lothringen). Sie gehört zum Arrondissement Nancy und zum Kanton Meine au Saintois.

## Geografie
Houdelmont in der Landschaft Saintois liegt etwa 20 Kilometer südsüdwestlich von Nancy.
Umgeben wird Houdelmont von den Nachbargemeinden Xeuilley im Norden, Pierreville im Nordosten und Osten, Autrey im Osten, Houdreville im Süden, Parey-Saint-Césaire im Südwesten und Westen sowie Thélod im Westen und Nordwesten.

## Bevölkerungsentwicklung
| Jahr                       | 1962 | 1968 | 1975 | 1982 | 1990 | 1999 | 2006 | 2019 |
| Einwohner                  | 148  | 158  | 175  | 202  | 189  | 191  | 199  | 284  |
| Quellen: Cassini und INSEE |      |      |      |      |      |      |      |      |

## Sehenswürdigkeiten
- Kirche Saint-Epvre, teilweise 1850 wieder errichtet, Monument historique

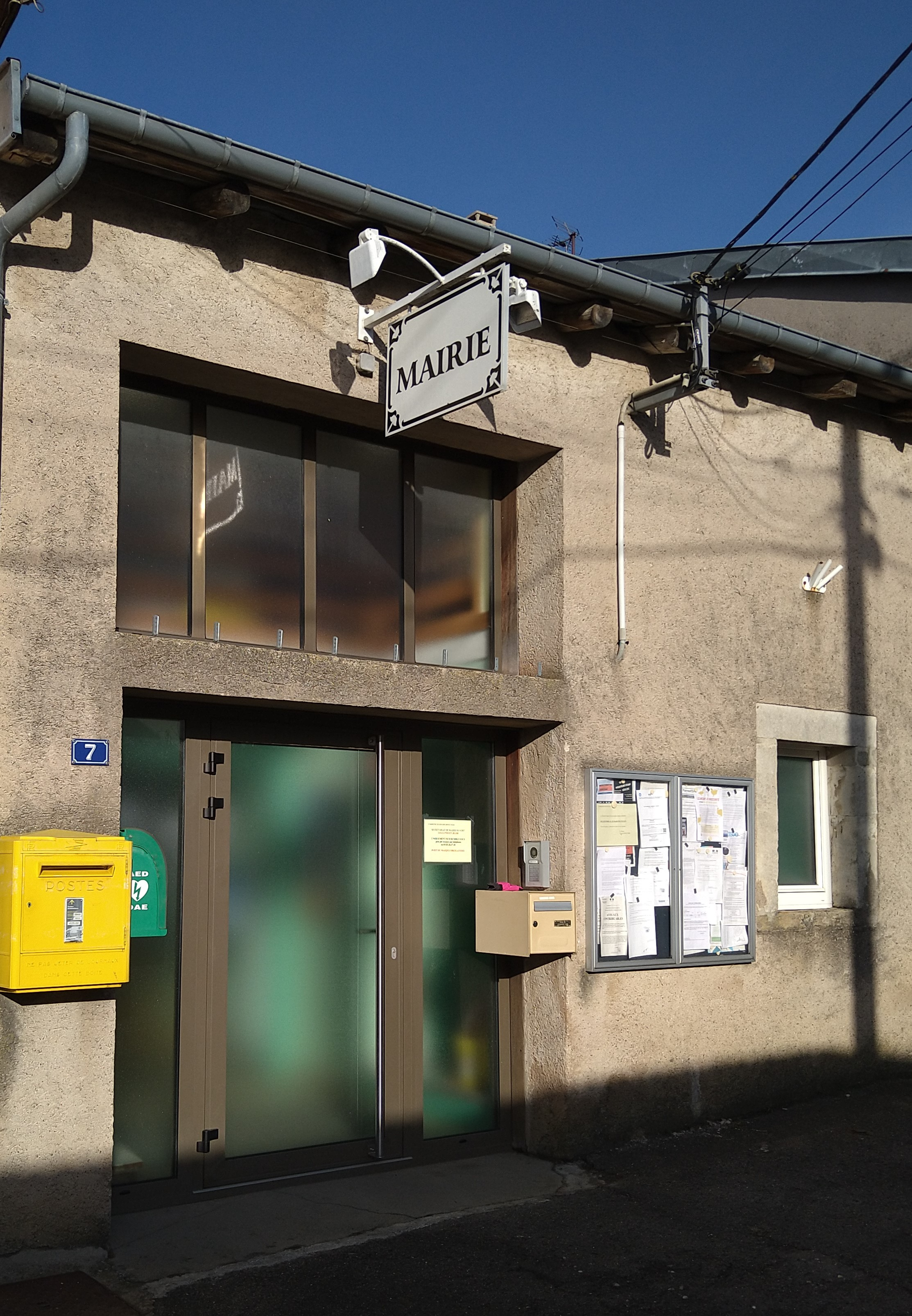
Mairie Houdelmont
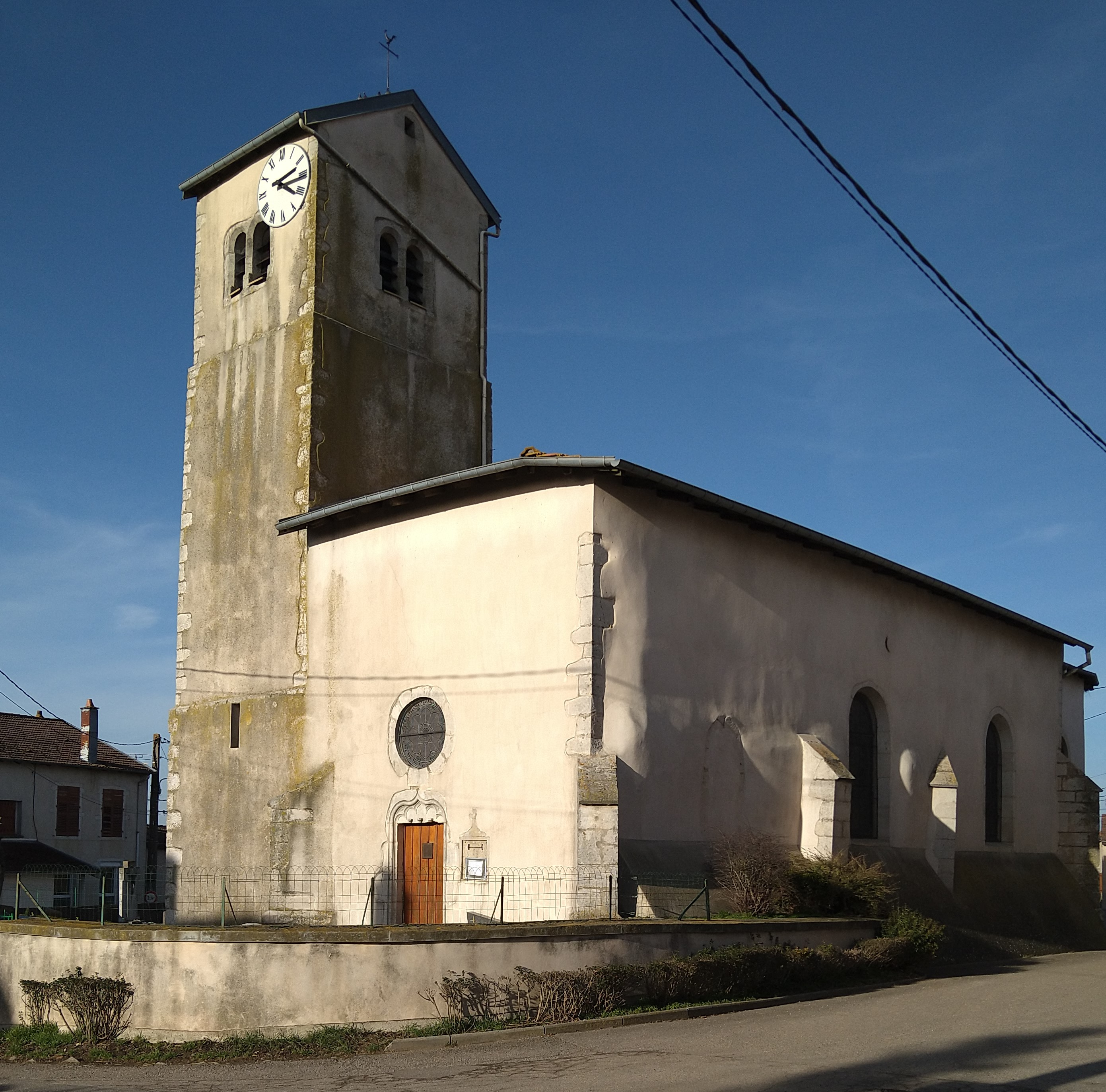
Kirche Saint-Epvre